# ピーター・ビヨーン・アンド・ジョン
ピーター・ビヨーン・アンド・ジョン（Peter Bjorn and John）は、スウェーデンのロックバンド。1999年にスウェーデンの首都ストックホルムで結成された。

## 略歴
スウェーデン中部のダーラナ出身のピーター・モーレン（Peter Morén）、更に北部のヴェステルボッテン出身のビヨーン・イットリング（Björn Yttling）、そして更に北部出身のジョン・エリクソン（John Eriksson）の3人は、1999年から一緒に演奏を始めた。2000年、正式にバンドをスタート。バンド名はシンプルにファースト・ネームを並べた「ピーター・ビヨーン・アンド・ジョン」とした。別に良いバンド名が浮かばなかったからではなく、このバンド名こそが一番正しいと感じたからだという。「バンド名って、なんだかちょっと変だよね。どうしてみんな普通に自分達の名前をバンド名にしないのかな?」と彼らはずっと考えていた。最初、彼らはベース・プレイヤーをバンドに加入させようと考えていたが、「3 is a crowd（3人は群集である）」という格言に従って、キーボードをプレイしていたビヨーンがベースも弾くことになった。

### 音楽活動
2002年、ホーム・レコーディングされたファースト・アルバム『Peter Bjorn And John』（日本未発売）をリリース。プレスは「優れた音のベッド」「次のクラシック」と、アルバムに好評価を与えた。アルバムに収録の「Matchmaker」「People They Know」といった曲は、インディー・ポップ・ファンのお気に入りの曲となった。ロンドンにあるレコード・ショップのラフ・トレードは、今のスウェディッシュ・ポップでこれほど素晴らしいものはない、とアルバムを評した。
2004年、『Falling Out』（日本未発売）をリリース。シングル「It Beats Me Everytime」はスウェーデンでラジオ・ヒットを記録。翌年、アルバムはアメリカでもリリースされ、オールミュージックは4.5/5点という高評価を与え、「2005年にリリースされたアルバムの中でも限りなくベストに近いインディー・ロック。コンクリーツよりパンクで、シャウト・アウト・ラウズよりもフランティックではない。そしてイギリスの他のポストパンク・バンドと同じくらいキャッチー」と評した。
2006年、サード・アルバム『ライターズ・ブロック』を発表。このアルバムは、ビヨーンのストックホルムのHornstullにあるスタジオでレコーディングされた。初めてバンド全員がソングライターとしてクレジットされ、全員がリード・ボーカルを担当した。シングル「Young Folks」は16週にわたりスウェーデンのナショナル・レディオ・ステーションのP3でAローテーション入り。アルバムもヒットを記録。その流れを受け、イギリスではウィチタ・レコーディングス（ブロック・パーティー、クラップ・ユア・ハンズ・セイ・ヤー、ザ・クリブス等が所属）と契約。8月7日に「Young Folks」がリリースされ、トップ40（35位）ヒットを記録。こうしてこのキラー・チューンはヨーロッパ全土に広がっていった。なお、この曲での女性ボーカルはコンクリーツのヴィクトリア・バーグスマン。アルバムは8月14日にリリースされ、『NME』で9/10点を獲得するなど、大きな評価を得た。

### CM
『ライターズ・ブロック』（2006年）からシングルカットされた「Young Folks」が、サントリー缶コーヒー 『ボス レジェンドブレンド ～伝説の香り～』 のCMに使用された。

### ドラマ主題曲
『ギミー・サム』（2011年）からシングルカットされた「Second Chance」が、米シットコム『NYボンビー・ガール』の主題曲とBGMとして使用された。

## ディスコグラフィ

### アルバム
- Peter Bjorn and John (2002年、Beat That!)
- Falling Out (2004年、Planekonomi, Hidden Agenda)
- 『ライターズ・ブロック』 - Writer's Block (2006年、Wichita, Startime)
- Seaside Rock (2008年、Almost Gold, Startime)
- 『リヴィング・シング』 - Living Thing (2009年、Wichita, Startime)
- 『ギミー・サム』 - Gimme Some (2011年、Cooking Vinyl, Startime)
- 『ブレイキン・ポイント』 - Breakin' Point (2016年、Ingrid, Warner Sweden)
- Darker Days (2018年、Ingrid)
- Endless Dream (2020年、Ingrid)